# Prutețul Bălătău
Prutețul Bălătău (Prutețul Bălălău) este o arie naturală protejată de interes național ce corespunde categoriei a IV-a IUCN (rezervație naturală de tip acvatic) situată în județul Iași, pe teritoriul administrativ al comunei Probota.

## Localizare
Aria naturală cu o suprafață de 24,89 hectare se află în partea nord-estică a județului Iași, în partea de nord al Podișului Moldovei (în Câmpia Moldovei), pe teritoriul estic al satului Bălteni.

## Descriere
Rezervația naturală a fost declarată arie protejată prin Legea Nr.5 din 6 martie 2000 (privind aprobarea Planului de amenajare a teritoriului național - Secțiunea a III-a zone protejate) și reprezintă o zonă naturală (luciu de apă) cu rol de protecție în vederea reproducerii și dezvoltării puietului mai multor specii din ihtiofauna României. Printre speciile protejate de pești prezente în rezervație se află: somnul (Silurus glanis), știuca (Esox lucius), porcușorul (Gobio gobio), plătica (Abramis brama) sau crapul (Cyprinus carpio).